# Blue's Clues
Blue's Clues (As Pistas da Blue (título em Portugal) ou As Pistas de Blue (título no Brasil)) é um programa de televisão interativo infantil estadunidense produzido pela Nickelodeon e exibido pela Nickelodeon em parceria com Nick Jr. de 8 de setembro de 1996 a 6 de agosto de 2006. É a primeira série a ser produzida pela Nickelodeon Animation Studio para o canal do Nick Jr.
Criada por Traci Paige Johnson, Todd Kessler e Angela Santomero, o programa contou com apresentação de Steve Burns (até 2002) e (desde então) Donovan Patton.
Em 2020, a série foi adicionada no catálogo da Pluto TV junto com um canal de "24 horas".

## Enredo
No programa, um apresentador age num cenário virtual animado, e segue as pegadas deixadas pela cachorrinha Blue. Com a ajuda dos espectadores eles vão descobrindo, através de pistas, aquilo que o animal quer fazer ou o que quer jogar.
Trata-se de uma série educativa para crianças dos dois aos cinco anos, onde há informação e aprendizagem de todos os tipos, desde como se prepara uma festa de aniversário, até a preparar a criança para ter um irmão. 

## Original
Na versão original Blue's Clues teve dois apresentadores, o mais conhecido é Steve Burns (1996-2002) e o outro é Donovan Patton (2002-2006).

## Portugal
Emitido no 2: e na RTP1, As Pistas da Blue teve como apresentador Duarte, interpretado por Duarte Gomes.